# ウィリアムズ・FW19
ウィリアムズ・FW19 (Williams FW19) はウィリアムズが1997年のF1世界選手権に投入したフォーミュラ1カー。デザイナーはパトリック・ヘッドとエイドリアン・ニューウェイ。

## 1997年
ドライバー陣は、昨年から残留のジャック・ヴィルヌーヴと、前年度チャンピオンに輝きながらも契約延長やエンジンをめぐる問題から解雇されたデイモン・ヒルの後任としてハインツ＝ハラルド・フレンツェンが加入。若手2人でのダブルタイトル防衛に臨むこととなった。
今までルノーエンジンはオイルメーカーとしてエルフがセットになっていたが、この年のウィリアムズはカストロールが担当している。
前年型FW18との変更点に関しては、カラーリングの塗り分け(特にサイドプロテクター周辺からエンジンカウルにかけてが顕著で、青色の表面積が増えた)、フロントノーズへのファルケとカストロールのスポンサーロゴの露出などの視覚的に分かりやすい部分の他、フロントサスペンションの構成部分やサイドポンツーンのエアインテーク形状の変更、ヘッドレストから独立して前に突き出す形となったインダクションポッドなどが採用されている。
しかし、マシン開発能力に定評のあったヒルに信頼を寄せていたニューウェイがその解雇劇に激怒したことに加え、チームの株保有に対するチーム側との意見の不一致もあり、前年11月にマクラーレンに移籍を決断し出社拒否、法廷闘争にまで至った。マシン開発の要であるヒル、ニューウェイが離脱した事に加え、チームが大幅なレギュレーション変更が行われる1998年シーズンに向けてのマシン開発に注力し、FW19のシーズン中の開発をほとんど止めてしまった事も1997年シーズンの成績に影響していたのではないかとされている。
その結果、前年ほどの安定感は見られなくなり、更にミハエル・シューマッハが移籍して2年目のフェラーリのチーム力も向上、前年のチーム内のチャンピオン争いから一転して、ヴィルヌーヴとM・シューマッハとのマッチレース状態となった。ヴィルヌーヴはシーズン序盤からランキング上位に加わるも、重要なレースをアクシデントやチーム戦術ミス、トラブルなどによってフイにする場面があり、第11戦ハンガリーGPや第15戦ルクセンブルクGPのようにライバルの不運による棚ぼたでポイントを手にする事もあった。
最終戦でヴィルヌーヴがデビュー2年目でチャンピオンに輝くという快挙を成し遂げた。フレンツェンもサンマリノグランプリでF1初優勝を達成。彼の優勝はこの1勝にとどまったが6度表彰台を獲得しコンストラクターズタイトルに貢献。フェラーリの追撃を辛うじてかわして2年連続ダブルタイトルを獲得することに成功した。

## スペック
- シャシー名 FW19
- トレッド(前/後) 1670mm/1600mm
- ホイールベース 2890mm
- 全長 4150mm
- 全高 950mm
- 全幅 2000mm
- 材質 カーボンファイバーアルミハニカム・コンポジット
- クラッチ AP
- ギアボックス 6速セミオートマチック
- エンジン ルノーRS9/RS9A/RS9B
- 気筒数・バンク角 V型10気筒・71度
- 燃料・潤滑油 エルフ・カストロール
- タイヤ グッドイヤー

## 成績
| 年   | No. | ドライバー   | 1   | 2   | 3   | 4   | 5   | 6   | 7   | 8   | 9   | 10  | 11  | 12  | 13  | 14  | 15  | 16  | 17  | ポイント | ランキング |
| 年   | No. | ドライバー   | AUS | BRA | ARG | SMR | MON | ESP | CAN | FRA | GBR | GER | HUN | BEL | ITA | AUT | LUX | JPN | EUR | ポイント | ランキング |
| ---- | --- | ------------ | --- | --- | --- | --- | --- | --- | --- | --- | --- | --- | --- | --- | --- | --- | --- | --- | --- | -------- | ---------- |
| 1997 | 3   | ヴィルヌーヴ | Ret | 1   | 1   | Ret | Ret | 1   | Ret | 4   | 1   | Ret | 1   | 5   | 5   | 1   | 1   | DSQ | 3   | 123      | 1位        |
| 1997 | 4   | フレンツェン | 8   | 9   | Ret | 1   | Ret | Ret | 4   | 2   | Ret | Ret | Ret | 3   | 3   | 3   | 3   | 2   | 6   | 123      | 1位        |

- 太字はポールポジション、斜字はファステストラップ。(key)